# Les Jardins-de-Napierville
Les Jardins-de-Napierville ist eine regionale Grafschaftsgemeinde (französisch municipalités régionales de comté, MRC) in der kanadischen Provinz Québec.
Sie liegt in der Region Montérégie und besteht aus elf untergeordneten Verwaltungseinheiten (eine Stadt, zwei Gemeinden, eine Kantonsgemeinde, zwei Dörfer und fünf Sprengel). Die MRC wurde am 1. Januar 1982 gegründet. Der Hauptort ist Napierville. Die Einwohnerzahl beträgt 27.870 (Stand: 2016) und die Fläche 803,07 km², was einer Bevölkerungsdichte von 34,7 Einwohnern je km² entspricht.

## Gliederung
Stadt (ville)
- Saint-Rémi

Gemeinde (municipalité)
- Sainte-Clotilde
- Saint-Patrice-de-Sherrington

Kantonsgemeinde (municipalité de canton)
- Hemmingford

Dorf (municipalité de village)
- Hemmingford
- Napierville

Sprengel (municipalité de paroisse)
- Saint-Bernard-de-Lacolle
- Saint-Cyprien-de-Napierville
- Saint-Édouard
- Saint-Jacques-le-Mineur
- Saint-Michel

## Angrenzende MRC und vergleichbare Gebiete
- Roussillon
- Le Haut-Richelieu
- Clinton County, New York, USA
- Le Haut-Saint-Laurent
- Beauharnois-Salaberry